# Crateri lunari (G-K)
Segue un elenco dei crateri d'impatto lunari ufficialmente riconosciuti dall'Unione Astronomica Internazionale le cui iniziali siano comprese tra G e K.

## G
| Cratere        | Eponimo | Latitudine | Longitudine | Diametro  | Crateri minori                                |
| -------------- | --- | ---------- | ----------- | --------- | --------------------------------------------- |
| G. Bond        | George Phillips Bond - Astronomo statunitense (1826-1865).                                                      | 32,39° N   | 36,32° E    | 19,05 km  | A B C G K                                     |
| Gadomski       | Jan Gadomski - Astronomo polacco (1889-1966).                                                                   | 36,21° N   | 212,64° E   | 65,66 km  | A X                                           |
| Gagarin        | Jurij Gagarin - Cosmonauta sovietico (1934-1968).                                                               | 19,66° S   | 149,35° E   | 261,83 km | G M T Z                                       |
| Galen          | Galeno - Dottore greco (c. 129-200).                                                                            | 21,95° N   | 4,96° E     | 9,18 km   | nessuno                                       |
| Galilaei       | Galileo Galilei - Astronomo italiano (1564-1642).                                                               | 10,48° N   | 297,17° E   | 15,99 km  | A B D E F G H J K L M S T V W                 |
| Galimov        | Erik Galimov - Geochimico russo (1936-2020).                                                                    | 64,30° S   | 233,47° E   | 33 km     | nessuno                                       |
| Galle          | Johann Gottfried Galle - Astronomo tedesco (1812-1910).                                                         | 55,87° N   | 22,33° E    | 20,96 km  | A B C                                         |
| Galois         | Évariste Galois - Matematico francese (1811-1832).                                                              | 13,94° S   | 207,01° E   | 231,97 km | A B C F H L M Q S U                           |
| Galvani        | Luigi Galvani - Fisico italiano (1737-1798).                                                                    | 49,51° N   | 275,44° E   | 76,83 km  | B D                                           |
| Gambart        | Jean-Félix Adolphe Gambart - Astronomo francese (1800-1836).                                                    | 0,92° N    | 344,76° E   | 24,68 km  | A B C D E F G H J K L M N R S                 |
| Gamow          | George Gamow - Fisico statunitense (1904-1968).                                                                 | 65,29° N   | 144,65° E   | 113,92 km | A B U V Y                                     |
| Ganskiy        | Aleksey Pavlovič Ganskiy - Astronomo russo (1870-1908).                                                         | 9,64° S    | 97° E       | 42,11 km  | F (H) K (M) S                                 |
| Ganswindt      | Hermann Ganswindt - Ingegnere tedesco (1856-1934).                                                              | 79,42° S   | 111,17° E   | 77,52 km  | nessuno                                       |
| Garavito       | Julio Garavito Armero - Astronomo colombiano (1865-1920).                                                       | 47,21° S   | 156,78° E   | 81,05 km  | C D Q Y                                       |
| Gardner        | Irvine Clifton Gardner - Fisico statunitense (1889-1972).                                                       | 17,75° N   | 33,81° E    | 17,62 km  | nessuno                                       |
| Gärtner        | Christian Gärtner - Geologo tedesco (c. 1750-1813).                                                             | 59,24° N   | 34,76° E    | 101,79 km | A C D E F G M                                 |
| Gassendi       | Pierre Gassendi - Astronomo francese (1592-1655).                                                               | 17,55° S   | 320,04° E   | 111,39 km | A B E F G J K L M N O P R T W Y               |
| Gaston         | Gaston - Nome maschile francese.                                                                                | 30,88° N   | 326,04° E   | 2,02 km   | nessuno                                       |
| Gaudibert      | Casimir Marie Gaudibert - Astronomo francese (1823-1901).                                                       | 10,93° S   | 37,82° E    | 33,14 km  | A B C D H J                                   |
| Gauricus       | Luca Gaurico - Astronomo italiano (1476-1558).                                                                  | 33,91° S   | 347,26° E   | 79,64 km  | A B C D E F G H J K L M N P R S               |
| Gauss          | Carl Friedrich Gauss - Matematico tedesco (1777-1855).                                                          | 36,01° N   | 79,08° E    | 170,72 km | A B C D E F G H J W                           |
| Gavrilov       | Aleksandr Ivanovič e Igor B. Gavrilov - Ingegnere (1884-1955) e astronomo (1928-1982) sovietici.                | 17,41° N   | 131,22° E   | 61,62 km  | A K                                           |
| Gay-Lussac     | Joseph Louis Gay-Lussac - Fisico francese (1778-1850).                                                          | 13,88° N   | 339,21° E   | 25,4 km   | A B C D F G H J N                             |
| Geber          | Jabir ibn Aflah al-Ishbili - Astronomo arabo-spagnolo (fl. XII secolo).                                         | 19,46° S   | 13,85° E    | 44,68 km  | A B C D E F H J K                             |
| Geiger         | Hans Wilhelm Geiger - Fisico tedesco (1882-1945).                                                               | 14,39° S   | 158,41° E   | 36,63 km  | K L R Y                                       |
| Geissler       | Heinrich Geissler - Fisico tedesco (1814-1879).                                                                 | 2,6° S     | 76,51° E    | 17,39 km  | nessuno                                       |
| Geminus        | Gemino - Astronomo greco (?-c. 70 a.C.).                                                                        | 34,42° N   | 56,66° E    | 81,98 km  | A B C D E F G H M N W Z                       |
| Gemma Frisius  | Gemma Frisio - Matematico olandese (1508-1555).                                                                 | 34,33° S   | 13,37° E    | 88,54 km  | A B C D E F G H J K L M O P Q R S T U W X Y Z |
| Gena           | Gena - Diminutivo del nome maschile russo di origine greca Gennady. Luogo di allunaggio della sonda Lunochod-1. | 38,3° N    | 325° E      | 0,2 km    | nessuno                                       |
| Gerard         | Alexander Gerard - Esploratore scozzese (1792-1839).                                                            | 44,54° N   | 279,49° E   | 98,78 km  | A B C D E F G H J K L Q-interno Q-esterno     |
| Gerasimovich   | Boris Petrovič Gerasimovič - Astronomo sovietico (1889-1937).                                                   | 22,95° S   | 236,58° E   | 90,19 km  | D R                                           |
| Gernsback      | Hugo Gernsback - Scrittore statunitense (1884-1967).                                                            | 36,53° S   | 99,53° E    | 47,2 km   | H J                                           |
| Gibbs          | Josiah Willard Gibbs - Fisico statunitense (1839-1903).                                                         | 18,37° S   | 84,27° E    | 78,76 km  | D                                             |
| Gilbert        | Grove Karl e William Gilbert - Geologo statunitense (1843-1918) e fisico britannico (1544-1603).                | 3,2° S     | 76,16° E    | 100,25 km | (D) (M) (N) J K P S (U) V W                   |
| Gill           | David Gill - Astronomo britannico (1843-1914).                                                                  | 63,77° S   | 75,95° E    | 63,9 km   | A B C D E F G H                               |
| Ginzel         | Friedrich Karl Ginzel - Astronomo austriaco (1850-1926).                                                        | 14,25° N   | 97,4° E     | 53,23 km  | G H L                                         |
| Gioja          | Flavio Gioia - Inventore italiano (fl. 1302).                                                                   | 83,35° N   | 1,76° E     | 42,47 km  | nessuno                                       |
| Giordano Bruno | Giordano Bruno - Astronomo italiano (1548-1600).                                                                | 35,97° N   | 102,89° E   | 22,13 km  | nessuno                                       |
| Glaisher       | James Glaisher - Meteorologo britannico (1809-1903).                                                            | 13,19° N   | 49,34° E    | 15,92 km  | A B E F G H L M N V W                         |
| Glauber        | Johann Rudolph Glauber - Chimico tedesco (c. 1603-1670).                                                        | 11,32° N   | 142,67° E   | 15,24 km  | nessuno                                       |
| Glazenap       | Sergej Pavlovič von Glazenap - Astronomo sovietico (1848-1937).                                                 | 1,85° S    | 137,76° E   | 38,96 km  | E F P S V                                     |
| Glushko        | Valentin Petrovič Gluško - Scienziato russo (1908-1989).                                                        | 8,11° N    | 282,33° E   | 40,1 km   | nessuno                                       |
| Goclenius      | Rudolf Goclenius il giovane - Matematico tedesco (1572-1621).                                                   | 10,05° S   | 45,03° E    | 73,04 km  | (A) B U                                       |
| Goddard        | Robert Goddard - Scienziato statunitense (1882-1945).                                                           | 15,15° N   | 89,13° E    | 93,18 km  | A B C                                         |
| Godin          | Louis Godin - Matematico francese (1704-1760).                                                                  | 1,82° N    | 10,16° E    | 34,25 km  | A B C D E G                                   |
| Goldschmidt    | Hermann Mayer Salomon Goldschmidt - Astronomo francese di origine tedesca (1802-1866).                          | 73,04° N   | 356,63° E   | 115,26 km | A B C D                                       |
| Golgi          | Camillo Golgi - Medico italiano (1843-1926).                                                                    | 27,78° N   | 300,04° E   | 5,58 km   | nessuno                                       |
| Golitsyn       | Boris Borisovič Golicyn - Fisico russo (1862-1916).                                                             | 25,2° S    | 254,8° E    | 35,47 km  | (B) J                                         |
| Golovin        | Nicholas Erasmus Golovin - Scienziato statunitense (1912-1969).                                                 | 39,75° N   | 161,24° E   | 37,86 km  | C                                             |
| Goodacre       | Walter Goodacre - Selenografo britannico (1856-1938).                                                           | 32,67° S   | 14,08° E    | 44,09 km  | B C D E F G H K P                             |
| Gore           | John Ellard Gore - Astronomo irlandese (1845-1910).                                                             | 86,18° N   | 297,69° E   | 9,41 km   | nessuno                                       |
| Gould          | Benjamin Apthorp Gould - Astronomo statunitense (1824-1896).                                                    | 19,26° S   | 342,75° E   | 32,99 km  | A P M N P U X Y Z                             |
| Grace          | Grace - Nome femminile inglese.                                                                                 | 14,21° N   | 35,89° E    | 1,49 km   | nessuno                                       |
| Grachev        | Andrej D. Grachev - Scienziato sovietico (1900-1964).                                                           | 3,83° S    | 251,58° E   | 34,98 km  | nessuno                                       |
| Graff          | Kasimir Romuald Graff - Astronomo polacco-tedesco (1878-1950).                                                  | 42,3° S    | 271,29° E   | 36,16 km  | A U                                           |
| Grave          | Dmitry Aleksandrovič e Ivan Platonovič Grave - Matematico (1863-1939) e ingegnere (1874-1960) sovietici.        | 17,04° S   | 150,23° E   | 36,95 km  | nessuno                                       |
| Greaves        | William Michael Herbert Greaves - Astronomo britannico (1897-1955).                                             | 13,18° N   | 52,79° E    | 14,27 km  | nessuno                                       |
| Green          | George Green - Matematico britannico (1793-1841).                                                               | 3,69° N    | 133,12° E   | 68,28 km  | M P Q R                                       |
| Gregory        | James Gregory - Astronomo scozzese (1638-1675).                                                                 | 1,76° N    | 127,28° E   | 63,9 km   | K Q                                           |
| Grigg          | John Grigg - Astronomo neozelandese (1838-1920).                                                                | 12,5° N    | 229,87° E   | 36,72 km  | E P                                           |
| Grignard       | Victor Grignard - Chimico francese (1871-1935).                                                                 | 84,54° N   | 284,17° E   | 12,95 km  | nessuno                                       |
| Grimaldi       | Francesco Maria Grimaldi - Astronomo italiano (1618-1663).                                                      | 5,38° S    | 291,64° E   | 173,49 km | A B C D E F G H J L M N P Q R S T X           |
| Grissom        | Gus Grissom - Astronauta statunitense (1926-1967).                                                              | 46,92° S   | 212,02° E   | 59,82 km  | K M                                           |
| Grotrian       | Walter Grotrian - Astronomo tedesco (1890-1954).                                                                | 66,15° S   | 128,28° E   | 36,78 km  | X                                             |
| Grove          | William Robert Grove - Fisico britannico (1811-1896).                                                           | 40,3° N    | 32,98° E    | 28,55 km  | Y                                             |
| Gruemberger    | Christoph Grienberger - Astronomo austriaco (1561-1636).                                                        | 67,04° S   | 349,7° E    | 91,5 km   | A B C D E F                                   |
| Gruithuisen    | Franz von Gruithuisen - Astronomo tedesco (1774-1852).                                                          | 32,89° N   | 320,22° E   | 14,98 km  | B E F G H K M P R S                           |
| Guericke       | Otto von Guericke - Naturalista tedesco (1602-1686).                                                            | 11,57° S   | 345,81° E   | 60,75 km  | A B (C) D E F G H J K M N P S                 |
| Guest          | John E. Guest - Vulcanologo britannico (1938-2012).                                                             | 19,79° S   | 117,39° E   | 19,79 km  | nessuno                                       |
| Guillaume      | Charles Edouard Guillaume - Fisico svizzero (1861-1938).                                                        | 45,16° N   | 186,62° E   | 56,75 km  | B D F J                                       |
| Gullstrand     | Allvar Gullstrand - Medico svedese (1862-1930).                                                                 | 44,95° N   | 230,33° E   | 45,05 km  | C                                             |
| Gum            | Colin Stanley Gum - Astronomo australiano (1924-1960).                                                          | 40,34° S   | 88,91° E    | 54,55 km  | S                                             |
| Gutenberg      | Johannes Gutenberg - Inventore tedesco (c. 1390-1468).                                                          | 8,61° S    | 41,25° E    | 70,65 km  | A B C D E F G H K                             |
| Guthnick       | Paul Guthnick - Astronomo tedesco (1879-1947).                                                                  | 47,76° S   | 265,96° E   | 37,03 km  | nessuno                                       |
| Guyot          | Arnold Henri Guyot - Geografo statunitense di origine svizzera (1807-1884).                                     | 11,63° N   | 117,12° E   | 98,28 km  | J K W                                         |
| Gyldén         | Hugo Gyldén - Astronomo svedese (1841-1896).                                                                    | 5,37° S    | 0,23° E     | 48,15 km  | C K                                           |

## H
| Cratere      | Eponimo | Latitudine | Longitudine | Diametro  | Crateri minori                                   |
| ------------ | --- | ---------- | ----------- | --------- | ------------------------------------------------ |
| H. G. Wells  | H. G. Wells - Scrittore britannico (1866-1946). | 40,84° N   | 122,63° E   | 108,9 km  | X                                                |
| Haber        | Fritz Haber - Chimico svizzero-tedesco (1868-1934). | 83,4° N    | 265,37° E   | 56,79 km  | nessuno                                          |
| Hagecius     | Tadeáš Hájek - Astronomo cecoslovacco (1525-1600). | 59,92° S   | 46,63° E    | 79,55 km  | A B C D E F G H J K L M N P Q R S T V            |
| Hagen        | Johann Georg Hagen - Astronomo austriaco (1847-1930). | 48,32° S   | 135,95° E   | 57,52 km  | C J P Q S V                                      |
| Hahn         | Friedrich von Hahn e Otto Hahn - Astronomo (1741-1805) e chimico (1879-1968) tedeschi. | 31,22° N   | 73,55° E    | 87,49 km  | A B D E F                                        |
| Haidinger    | Wilhelm Karl Ritter von Haidinger - Geologo austriaco (1795-1871). | 39,18° S   | 334,86° E   | 21,33 km  | A B C F G J M N P                                |
| Hainzel      | Paul Hainzel - Astronomo tedesco (1527-1581). | 41,23° S   | 326,48° E   | 70,56 km  | A B C G H J K L N O R S T V W X Y Z              |
| Haldane      | John Burdon Sanderson Haldane - Medico britannico (1892-1964). | 1,66° S    | 84,11° E    | 40,26 km  | nessuno                                          |
| Hale         | George Ellery e William Hale - Astronomo statunitense (1868-1938) e scienziato britannico (1797-1870). | 74,13° S   | 91,71° E    | 84,42 km  | Q                                                |
| Hall         | Asaph Hall - Astronomo statunitense (1829-1907). | 33,81° N   | 36,75° E    | 31,77 km  | C J K X Y                                        |
| Halley       | Edmond Halley - Astronomo britannico (1656-1742). | 8,05° S    | 5,73° E     | 34,59 km  | B C G K                                          |
| Hamilton     | William Rowan Hamilton - Matematico irlandese (1805-1865). | 42,77° S   | 84,41° E    | 57,45 km  | B                                                |
| Hanno        | Annone il Navigatore - Navigatore cartaginese (?-c. 500 a.C.). | 56,46° S   | 71,38° E    | 59,54 km  | A B C D E F G H K W X Y Z                        |
| Hansen       | Peter Andreas Hansen - Astronomo danese (1795-1874). | 14,04° N   | 72,54° E    | 41,18 km  | A B                                              |
| Hansteen     | Christopher Hansteen - Astronomo norvegese (1784-1873). | 11,53° S   | 307,94° E   | 44,99 km  | A B E K L                                        |
| Harden       | Arthur Harden - Chimico britannico (1865-1940). | 5,46° N    | 143,55° E   | 14,98 km  | nessuno                                          |
| Harding      | Karl Ludwig Harding - Astronomo tedesco (1765-1834). | 43,54° N   | 288,34° E   | 22,57 km  | A B C D H                                        |
| Haret        | Spiru Haret - Astronomo rumeno (1851-1912). | 58,77° S   | 183,81° E   | 29,77 km  | C Y                                              |
| Hargreaves   | Frederick James Hargreaves - Astronomo britannico. | 2,18° S    | 64,09° E    | 18 km     | nessuno                                          |
| Harkhebi     | Harkhebi - Astronomo egiziano (c. 300 a.C.). | 40,87° N   | 98,74° E    | 337,14 km | H J K T U W                                      |
| Harlan       | Harlan James Smith - Astronomo statunitense (1924-1991). | 38,31° S   | 79,65° E    | 63,45 km  | nessuno                                          |
| Harold       | Harold - Nome maschile scandinavo. | 10,88° S   | 353,93° E   | 1,43 km   | nessuno                                          |
| Harpalus     | Arpalo - Astronomo greco (?-c. 460 a.C.). | 52,73° N   | 316,51° E   | 39,77 km  | B C E G H S T                                    |
| Harriot      | Thomas Harriot - Astronomo britannico (1560-1621). | 33,2° N    | 114,4° E    | 52,77 km  | A B W Y                                          |
| Hartmann     | Johannes Franz Hartmann - Astronomo tedesco (1865-1936). | 2,71° N    | 135,45° E   | 63,29 km  | K                                                |
| Hartwig      | Carl Ernst Albrecht Hartwig - Astronomo tedesco (1851-1923). | 6,14° S    | 279,53° E   | 78,46 km  | A B                                              |
| Harvey       | William Harvey - Medico britannico (1578-1657). | 19,35° N   | 213,49° E   | 59,98 km  | nessuno                                          |
| Hase         | Johann Matthias Hase - Matematico tedesco (1684-1742). | 29,37° S   | 62,68° E    | 82,08 km  | A B D                                            |
| Haskin       | Larry A. Haskin - Chimico statunitense (1934-2005). | 81,51° N   | 133,16° E   | 66,57 km  | nessuno                                          |
| Hatanaka     | Takeo Hatanaka - Astronomo giapponese (1914-1963). | 29,33° N   | 238,08° E   | 30,15 km  | Q                                                |
| Hausen       | Christian August Hausen - Astronomo tedesco (1693-1743). | 65,11° S   | 271,51° E   | 163,24 km | (A) (B)                                          |
| Hawke        | Bernard Ray Hawke - Selenologo statunitense (1946-2015). | 66,61° S   | 128,65° E   | 13,2 km   | nessuno                                          |
| Haworth      | Walter Norma Haworth - Chimico inglese (1883-1950). | 87,45° S   | 354,83° E   | 51,42 km  | nessuno                                          |
| Hayford      | John Fillmore Hayford - Ingegnere statunitense (1868-1925). | 12,68° N   | 183,55° E   | 28,15 km  | E K L P T                                        |
| Hayn         | Friedrich Hayn - Astronomo tedesco (1863-1928). | 64,56° N   | 83,87° E    | 86,21 km  | A B C D E F G H J L M S T                        |
| Healy        | Roy Healy - Scienziato statunitense (1915-1968). | 32,5° N    | 249° E      | 37,98 km  | J N                                              |
| Heaviside    | Oliver Heaviside - Matematico britannico (1850-1925). | 10,44° S   | 166,77° E   | 164,46 km | B C D E F K N Z                                  |
| Hecataeus    | Ecateo di Mileto - Geografo greco (?-c. 476 a.C.). | 22,06° S   | 79,68° E    | 133,67 km | A B C E J K L M N                                |
| Hédervári    | Peter Hédervári - Geofisico ungherese (1931-1984). | 81,77° S   | 85,6° E     | 74,14 km  | nessuno                                          |
| Hedin        | Sven Hedin - Esploratore svedese (1865-1952). | 2,87° N    | 283,43° E   | 157,38 km | A B C F G H K L N R S T V Z                      |
| Hegu         | Hegu - Antica costellazione cinese. | 46,3° S    | 177,57° E   | 2,2 km    | nessuno                                          |
| Heinrich     | Wladimir Wáclav Heinrich - Astronomo cecoslovacco (1884-1965). | 24,84° N   | 344,63° E   | 6,86 km   | nessuno                                          |
| Heinsius     | Gottfried Heinsius - Astronomo tedesco (1709-1769). | 39,48° S   | 342,18° E   | 64,87 km  | A B C D E F G H J K L M N O P Q R S T            |
| Heis         | Eduard Heis - Astronomo tedesco (1806-1877). | 32,47° N   | 328,02° E   | 13,69 km  | A D                                              |
| Helberg      | Robert J. Helberg - Ingegnere statunitense (1906-1967). | 22,63° N   | 257,54° E   | 61,93 km  | C H                                              |
| Helicon      | Elicona - Astronomo greco (fl. 361 a.C.). | 40,43° N   | 336,89° E   | 23,74 km  | B C E G                                          |
| Hell         | Maximilian Hell - Astronomo ungherese (1720-1792). | 32,41° S   | 352,2° E    | 33,31 km  | A B C E H J K L M N P Q R S T U V W X            |
| Helmert      | Friedrich Robert Helmert - Astronomo tedesco (1843-1917). | 7,56° S    | 87,67° E    | 26,72 km  | nessuno                                          |
| Helmholtz    | Hermann von Helmholtz - Medico tedesco (1821-1894). | 68,64° S   | 65,34° E    | 110,16 km | A B D F H J M N R S T                            |
| Henderson    | Thomas James Henderson - Astronomo sscozzese (1798-1844). | 4,76° N    | 152° E      | 43,49 km  | B F G Q                                          |
| Hendrix      | Don Osgood Hendrix - Ottico statunitense (1905-1961). | 46,86° S   | 200,03° E   | 16,63 km  | M                                                |
| Henry        | Joseph Henry - Fisico statunitense (1797-1878). | 23,97° S   | 302,99° E   | 39,06 km  | A B D J K L M N P                                |
| Henry Frères | Paul-Pierre e Prosper-Mathieu Henry - Astronomi francesi, rispettivamente (1849-1903) e (1848-1905). Fratelli.                                                                                                 | 23,52° S   | 300,98° E   | 41,73 km  | C E G H R S                                      |
| Henson       | Matthew Henson - Esploratore statunitense (1866-1955). | 88,5S° N   | 229,37° E   | 43 km     | nessuno                                          |
| Henyey       | Louis G. Henyey - Astronomo statunitense (1910-1970). | 12,7° N    | 207,67° E   | 68,74 km  | U V                                              |
| Heraclitus   | Eraclito - Filosofo greco (c. 540-480 a.C.). | 49,31° S   | 6,42° E     | 85,74 km  | A C D E K                                        |
| Hercules     | Ercole - Figura della mitologia romana corrispondente al greco Eracle. | 46,82° N   | 39,21° E    | 68,32 km  | (A) B C D E F G H J K                            |
| Herigonius   | Pierre Hérigone - Astronomo francese (fl. 1634). | 13,36° S   | 326,03° E   | 14,86 km  | E F G H K                                        |
| Hermann      | Jakob Hermann - Matematico svizzero (1678-1733). | 0,87° S    | 302,53° E   | 15,92 km  | A B C D E F H J K L R S                          |
| Hermite      | Charles Hermite - Matematico francese (1822-1901). | 86,17° N   | 266,68° E   | 108,64 km | A                                                |
| Herodotus    | Erodoto - Storico greco (c. 484-408 a.C.). | 23,25° N   | 310,16° E   | 35,87 km  | A B C (D) E G H K L N R S T                      |
| Heron        | Erone di Alessandria - Inventore egizio (fl. I secolo d.C.). | 0,65° N    | 119,88° E   | 28,1 km   | H Y                                              |
| Herschel     | William Herschel - Astronomo britannico (1738-1822). | 5,69° S    | 357,91° E   | 39,09 km  | C D F G H J N X                                  |
| Hertz        | Heinrich Rudolf Hertz - Fisico tedesco (1857-1894). | 13,32° N   | 104,56° E   | 82,94 km  | nessuno                                          |
| Hertzsprung  | Ejnar Hertzsprung - Astronomo danese (1873-1967). | 1,37° N    | 231,34° E   | 536,37 km | D H K L M P R S V X Y                            |
| Hesiodus     | Esiodo - Poeta greco antico (c. 735 a.C.). | 29,42° S   | 343,58° E   | 43,24 km  | A B D E X Y Z                                    |
| Hess         | Victor Franz e Harry Hammond Hess - Fisico (1883-1964) e geologo (1906-1969) statunitensi. Non imparentati tra loro.                                                                                           | 54,47° S   | 174,19° E   | 90,44 km  | M W Z                                            |
| Hevelius     | Johannes Hevelius - Astronomo polacco (1611-1687). | 2,2° N     | 292,54° E   | 113,87 km | A B D E J K L                                    |
| Hevesy       | George Charles de Hevesy - Chimico ungherese (1885-1966). | 83,09° N   | 149,15° E   | 49,99 km  | nessuno                                          |
| Heymans      | Corneille Jean François Heymans - Fisiologo belga (1892-1968). | 74,76° N   | 215,06° E   | 46,45 km  | D F T                                            |
| Heyrovsky    | Jaroslav Heyrovský - Chimico cecoslovacco (1890-1967). | 39,55° S   | 264,58° E   | 16,66 km  | nessuno                                          |
| Hilbert      | David Hilbert - Matematico tedesco (1862-1943). | 17,87° S   | 108,32° E   | 173,24 km | A E G H L S W Y                                  |
| Hildegard    | Ildegarda di Bingen - Naturalista tedesca (1098- 1179). | 51,68° S   | 127,74° E   | 122 km    | K                                                |
| Hill         | George William Hill - Astronomo statunitense (1838-1914). | 20,91° N   | 40,81° E    | 15,86 km  | nessuno                                          |
| Hind         | John Russell Hind - Astronomo britannico (1823-1895). | 7,92° S    | 7,31° E     | 28,5 km   | C                                                |
| Hinshelwood  | Cyril Norman Hinshelwood - Chimico britannico (1897-1967). | 89,41° N   | 308,11° E   | 13,35 km  | nessuno                                          |
| Hippalus     | Ippalo - Esploratore greco (?-c. 120). | 24,92° S   | 329,58° E   | 57,36 km  | A B C D                                          |
| Hipparchus   | Ipparco di Nicea - Astronomo greco (fl. 140 a.C.). | 5,36° S    | 4,91° E     | 143,95 km | B C D E F G H J K L N P Q T U W X Z              |
| Hippocrates  | Ippocrate - Medico greco (c. 460-377 a.C.). | 70,26° N   | 213,46° E   | 59,24 km  | Q                                                |
| Hirayama     | Kiyotsugu Hirayama e Shin Hirayama - Astronomi giapponesi, rispettivamente (1874-1943) e (1867-1945). Non imparentati tra loro.                                                                                | 6,01° S    | 93,63° E    | 145,21 km | C F G K L M N Q S T Y                            |
| Hoffmeister  | Cuno Hoffmeister - Astronomo tedesco (1892-1968). | 15,04° N   | 136,84° E   | 44,46 km  | D F N Z                                          |
| Hogg         | Arthur Robert e Frank Scott Hogg - Astronomi. Australiano il primo (1903-1966), canadese il secondo (1904-1951).                                                                                               | 33,51° N   | 121,96° E   | 38,39 km  | E K P T                                          |
| Hohmann      | Walter Hohmann - Ingegnere tedesco (1880-1945). | 17,92° S   | 265,74° E   | 16,81 km  | Q (T)                                            |
| Holden       | Edward Singleton Holden - Astronomo statunitense (1846-1914). | 19,19° S   | 62,53° E    | 47,6 km   | R S T V W                                        |
| Holetschek   | Johann Holetschek - Astronomo austriaco (1846-1923). | 27,61° S   | 151,15° E   | 37,77 km  | N P R Z                                          |
| 8 Homeward   | Apollo 8 - Dedicato alla missione Apollo 8 in occasione del 50º anniversario della missione. Il cratere, scelto tra quelli ritratti nello scatto Sorgere della Terra, era precedentemente intitolato Ganskiy M | 12,02° S   | 97,09° E    | 12,52 km  | nessuno                                          |
| Hommel       | Johann Hommel - Astronomo tedesco (1518-1562). | 54,74° S   | 32,93° E    | 113,6 km  | A B C D E F G H J K L M N O P Q R S T V X Y Z HA |
| Hooke        | Robert Hooke - Fisico britannico (1635-1703). | 41,14° N   | 54,86° E    | 34,35 km  | D                                                |
| Hopmann      | Josef Hopmann - Astronomo tedesco (1890-1975). | 51,01° S   | 159,23° E   | 87,84 km  | nessuno                                          |
| Hornsby      | Thomas Hornsby - Astronomo britannico (1733-1810). | 23,8° N    | 12,51° E    | 2,85 km   | nessuno                                          |
| Horrebow     | Peder Horrebow - Astronomo danese (1679-1764). | 58,8° N    | 319,07° E   | 24,98 km  | A B C D G                                        |
| Horrocks     | Jeremiah Horrocks - Astronomo britannico (1619-1641). | 3,99° S    | 5,85° E     | 29,65 km  | M U                                              |
| Hortensius   | Martin van den Hove - Astronomo olandese (1605-1639). | 6,47° N    | 332° E      | 14,16 km  | A B C D E F G H                                  |
| Houssay      | Bernardo Alberto Houssay - Fisico argentino (1887-1971). | 83,11° N   | 98,52° E    | 31,41 km  | nessuno                                          |
| Houtermans   | Fritz Houtermans - Fisico tedesco (1903-1966). | 9,42° S    | 87,38° E    | 42,68 km  | nessuno                                          |
| Houzeau      | Jean Charles Houzeau de Lehaie - Astronomo belga (1820-1888). | 17,25° S   | 236,11° E   | 76,84 km  | P Q                                              |
| Hubble       | Edwin Hubble - Astronomo statunitense (1889-1953). | 22,29° N   | 86,91° E    | 81,84 km  | C                                                |
| Huggins      | William Huggins - Astronomo britannico (1824-1910). | 41,07° S   | 358,48° E   | 65,79 km  | A                                                |
| Humason      | Milton Lasell Humason - Astronomo statunitense (1891-1972). | 30,73° N   | 303,34° E   | 4,34 km   | nessuno                                          |
| Humboldt     | Wilhelm von Humboldt - Filosofo tedesco (1767-1835). | 27,02° S   | 80,96° E    | 199,46 km | B N                                              |
| Hume         | David Hume - Filosofo scozzese (1711-1776). | 4,68° S    | 90,47° E    | 22,3 km   | A Z                                              |
| Husband      | Rick Husband - Astronauta statunitense (1957-2003). | 40,32° S   | 212,16° E   | 31,26 km  | nessuno                                          |
| Hutton       | James Hutton - Geologo scozzese (1726-1797). | 37,22° N   | 168,68° E   | 45,17 km  | P W                                              |
| Huxley       | Thomas Henry Huxley - Biologo britannico (1825-1895). | 20,2° N    | 355,46° E   | 3,48 km   | nessuno                                          |
| Hyginus      | Gaio Giulio Igino - Astronomo dell'impero romano (fl. I secolo a.C.). | 7,76° N    | 6,27° E     | 8,7 km    | A B C D E F G H N S W Z                          |
| Hypatia      | Ipazia - Matematica e filosofa egizia (c. 370-415). | 4,25° S    | 22,58° E    | 38,82 km  | A B C D E F G H M R                              |

## I
| Cratere     | Eponimo                                                                                           | Latitudine | Longitudine | Diametro | Crateri minori            |
| ----------- | ------------------------------------------------------------------------------------------------- | ---------- | ----------- | -------- | ------------------------- |
| Ian         | Ian - Nome maschile scozzese.                                                                     | 25,72° N   | 359,61° E   | 1,51 km  | nessuno                   |
| Ibn Bajja   | Ibn Bajja - Astronomo arabo (c. 1095-1138).                                                       | 86,3° S    | 284,96° E   | 11,98 km | nessuno                   |
| Ibn Battuta | Ibn Baṭṭūṭa - Geografo marocchino (1304-1377).                                                    | 6,95° S    | 50,44° E    | 11,51 km | nessuno                   |
| Ibn Firnas  | Abbas ibn Firnas - Filosofo arabo (? - 887 d.C.).                                                 | 6,83° N    | 122,3° E    | 88,29 km | E L (Y)                   |
| Ibn-Rushd   | Averroè - Filosofo arabo (1126-1198).                                                             | 11,69° S   | 21,71° E    | 31,08 km | nessuno                   |
| Ibn Yunus   | Abul al-Hasan ben Ahmad - Astronomo egiziano (950-1009).                                          | 14,14° N   | 91,14° E    | 59,69 km | nessuno                   |
| Icarus      | Icaro - Personaggio della mitologia greca.                                                        | 5,49° S    | 186,74° E   | 93,73 km | D E H J Q V X             |
| Ideler      | Christian Ludwig Ideler - Astronomo tedesco (1766-1846).                                          | 49,32° S   | 22,24° E    | 37,77 km | A B C L M                 |
| Idel'son    | Naum Il'ič Idel'son - Astronomo sovietico (1885-1951).                                            | 81,35° S   | 112,69° E   | 59,82 km | L                         |
| Igor        | Igor - Nome maschile russo di origine norrena Ingvar. Luogo di allunaggio della sonda Lunochod-1. | 38,3° N    | 325° E      | 0,1 km   | nessuno                   |
| Il'in       | Nikolaj Yakovlevič Il'in - Scienziato sovietico (1901-1937).                                      | 17,8° S    | 262,32° E   | 12,42 km | nessuno                   |
| Ina         | Ina - Nome femminile latino.                                                                      | 18,66° N   | 5,3° E      | 2,98 km  | nessuno                   |
| Ingalls     | Albert Graham Ingalls - Ottico statunitense (1888-1958).                                          | 26,16° N   | 206,66° E   | 37,23 km | G M U V Y Z               |
| Inghirami   | Giovanni Inghirami - Astronomo italiano (1779-1851).                                              | 47,49° S   | 291,05° E   | 94,6 km  | A C F G H K L M N Q S T W |
| Innes       | Robert Innes - Astronomo scozzese (1861-1933).                                                    | 27,85° N   | 119,31° E   | 42,83 km | G S Z                     |
| Ioffe       | Abram Ioffe - Fisico sovietico (1880-1960).                                                       | 14,38° S   | 230,84° E   | 83,95 km | nessuno                   |
| Isabel      | Isabel - Nome femminile spagnolo.                                                                 | 28,18° N   | 325,93° E   | 1,22 km  | nessuno                   |
| Isaev       | Aleksej Michajlovič Isaev - Progettista sovietico (1908-1971).                                    | 17,57° S   | 147,49° E   | 94,1 km  | N                         |
| Isidorus    | Isidoro di Siviglia - Astronomo spagnolo (c. 560-636).                                            | 7,96° S    | 33,5° E     | 41,39 km | A B C D E F G H K U V W   |
| Isis        | Isis - Nome femminile egiziano.                                                                   | 18,95° N   | 27,48° E    | 0,61 km  | nessuno                   |
| Ivan        | Ivan - Nome maschile russo.                                                                       | 26,86° N   | 316,74° E   | 3,84 km  | nessuno                   |
| Izsak       | Imre Izsak - Astronomo ungherese naturalizzato statunitense (1929-1965).                          | 23,32° S   | 117,59° E   | 30,83 km | T                         |

## J
| Cratere       | Eponimo                                                       | Latitudine | Longitudine | Diametro  | Crateri minori                              |
| ------------- | ------------------------------------------------------------- | ---------- | ----------- | --------- | ------------------------------------------- |
| J. Herschel   | John Herschel - Astronomo britannico (1792-1871).             | 62,31° N   | 318,14° E   | 154,44 km | B C D F K L M N P R                         |
| Jaci          | Jaci - Nome maschile in lingua tupi.                          | 85,42° S   | 31,23° E    | 1,80 km   | nessuno                                     |
| Jackson       | John Jackson - Astronomo scozzese (1887-1958).                | 22,05° N   | 196,68° E   | 71,38 km  | Q X                                         |
| Jacobi        | Carl Jacobi - Matematico tedesco (1804-1851).                 | 56,82° S   | 11,3° E     | 66,28 km  | A B C D E F G H J K L M N O P Q R S T U W Z |
| Jansen        | Zacharias Janszoon - Ottico olandese (1580-c. 1638).          | 13,55° N   | 28,64° E    | 24,21 km  | (B) (C) D E (F) G H K L R T U W Y           |
| Jansky        | Karl Guthe Jansky - Ingegnere statunitense (1905-1950).       | 8,63° N    | 89,5° E     | 73,77 km  | D F H                                       |
| Janssen       | Jules Janssen - Astronomo francese (1824-1907).               | 44,96° S   | 40,82° E    | 200,65 km | B C D E F H J K L M N P Q R S T X           |
| Jarvis        | Gregory Jarvis - Astronauta statunitense (1944-1986).         | 35,13° S   | 211,79° E   | 41,22 km  | nessuno                                     |
| Jeans         | James Jeans - Fisico britannico (1877-1946).                  | 55,58° S   | 91,51° E    | 81,13 km  | B G N S U X Y                               |
| Jehan         | Jehan - Nome femminile turco.                                 | 20,71° N   | 328,14° E   | 4,46 km   | nessuno                                     |
| Jenkins       | Louise Freeland Jenkins - Astronomo statunitense (1888-1970). | 0,37° N    | 78,04° E    | 37,77 km  | nessuno                                     |
| Jenner        | Edward Jenner - Medico britannico (1749-1823).                | 42,01° S   | 95,98° E    | 73,66 km  | M X Y                                       |
| Jerik         | jerik - Nome maschile scandinavo.                             | 18,53° N   | 27,63° E    | 0,63 km   | nessuno                                     |
| Joliot        | Frédéric Joliot-Curie - Fisico francese (1900-1958).          | 25,79° N   | 93,39° E    | 172,79 km | P                                           |
| Jomo          | Jomo - Nome maschile africano.                                | 24,41° N   | 2,44° E     | 7,36 km   | nessuno                                     |
| José          | José - Nome maschile spagnolo.                                | 12,68° S   | 358,34° E   | 1,22 km   | nessuno                                     |
| Joule         | James Prescott Joule - Fisico britannico (1818-1889).         | 27,15° N   | 215,86° E   | 97,52 km  | K L T                                       |
| Joy           | Alfred Harrison Joy - Astronomo statunitense (1882-1973).     | 25,01° N   | 6,56° E     | 5,12 km   | nessuno                                     |
| Jules Verne   | Jules Verne - Scrittore francese (1828-1905).                 | 34,85° S   | 147,28° E   | 145,54 km | C G P R X Y Z                               |
| Julienne      | Julienne - Nome femminile francese.                           | 26,06° N   | 3,13° E     | 1,8 km    | nessuno                                     |
| Julius Caesar | Gaio Giulio Cesare - Imperatore romano (c. 102-44 a.C.).      | 9,17° N    | 15,21° E    | 84,72 km  | A B C D F G H J P Q                         |

## K
| Cratere          | Eponimo | Latitudine | Longitudine | Diametro  | Crateri minori                  |
| ---------------- | --- | ---------- | ----------- | --------- | ------------------------------- |
| Kaiser           | Frederik Kaiser - Astronomo olandese (1808-1872).                                                                       | 36,49° S   | 6,48° E     | 53,15 km  | A B C D E R                     |
| Kamerlingh Onnes | Heike Kamerlingh Onnes - Fisico olandese (1853-1926).                                                                   | 14,72° N   | 243,71° E   | 70,03 km  | nessuno                         |
| Kane             | Elisha Kane - Esploratore statunitense (1820-1857).                                                                     | 62,99° N   | 25,84° E    | 54,96 km  | A F G                           |
| Kant             | Immanuel Kant - Filosofo tedesco (1724-1804).                                                                           | 10,62° S   | 20,2° E     | 30,85 km  | B C D G H N O P Q S T Z         |
| Kao              | Ping-Tse Kao - Astronomo taiwanese (1888-1970).                                                                         | 6,71° S    | 87,81° E    | 34,54 km  | nessuno                         |
| Kapteyn          | Jacobus C. Kapteyn - Astronomo olandese (1851-1922).                                                                    | 10,79° S   | 70,59° E    | 48,65 km  | A B C D E F K Z                 |
| Karima           | Karima - Nome femminile arabo.                                                                                          | 25,93° S   | 102,98° E   | 3,05 km   | nessuno                         |
| Karpinskiy       | Aleksandr Karpinskij - geologo sovietico (1846-1936).                                                                   | 72,61° N   | 166,8° E    | 91,4 km   | J                               |
| Karrer           | Paul Karrer - Biochimico russo-svizzero (1889-1971).                                                                    | 52,06° S   | 217,72° E   | 55,56 km  | nessuno                         |
| Kasper           | Kasper - Nome maschile polacco.                                                                                         | 8,3° N     | 122,12° E   | 12,39 km  | nessuno                         |
| Kästner          | Abraham Gotthelf Kästner - Matematico tedesco (1719-1800).                                                              | 6,9° S     | 78,94° E    | 116,07 km | A B C E (F) G R S               |
| Katchalsky       | Aharon Katzir-Katchalsky - Chimico polacco-israeliano (1914-1972).                                                      | 5,91° N    | 116,07° E   | 32,3 km   | nessuno                         |
| Kathleen         | Kathleen - Nome femminile irlandese.                                                                                    | 25,34° N   | 359,17° E   | 5,37 km   | nessuno                         |
| Kearons          | William Maybrick Kearons - Astronomo statunitense (1878-1948).                                                          | 11,59° S   | 247,08° E   | 27,99 km  | U                               |
| Keeler           | James Edward Keeler - Astronomo statunitense (1857-1900).                                                               | 9,78° S    | 161,78° E   | 158,07 km | L S U V                         |
| Kekulé           | Friedrich August Kekulé von Stradonitz - Chimico tedesco (1829-1896).                                                   | 16,31° N   | 221,53° E   | 94,22 km  | K M S V                         |
| Keldysh          | Mstislav Keldyš - Matematico sovietico (1911-1978).                                                                     | 51,23° N   | 43,65° E    | 32,75 km  | nessuno                         |
| Kepínski         | Felicjan Kępiński - Astronomo polacco (1885-1966).                                                                      | 28,63° N   | 126,72° E   | 31,67 km  | C N W                           |
| Kepler           | Giovanni Keplero - Astronomo tedesco (1571-1630).                                                                       | 8,12° N    | 321,99° E   | 29,49 km  | A B C D E F P T                 |
| Khvol'son        | Orest Daniilovič Khvol'son - Fisico sovietico (1852-1934).                                                              | 14,13° S   | 111,87° E   | 55,88 km  | C                               |
| Kibal'chich      | Nikolaj Ivanovič Kibal'čič - Scienziato russo (1853-1881).                                                              | 2,72° N    | 212,82° E   | 91,67 km  | H Q R                           |
| Kidinnu          | Kidinnu - Astronomo babilonese (?-c. 343 a.C.).                                                                         | 35,79° N   | 122,95° E   | 55,1 km   | E                               |
| Kies             | Johann Kies - Astronomo tedesco (1713-1781).                                                                            | 26,31° S   | 337,37° E   | 45,54 km  | A B C D E                       |
| Kiess            | Carl Clarence Kiess - Carl Clarence; American astrophysicist (1887-1967).                                               | 6,41° S    | 84,11° E    | 67,79 km  | nessuno                         |
| Kimura           | Hisashi Kimura - Astronomo giapponese (1870-1943).                                                                      | 56,82° S   | 118,38° E   | 27,44 km  | nessuno                         |
| Kinau            | Adolph Gottfried Kinau - Selenografo tedesco (1814-1887).                                                               | 60,75° S   | 14,94° E    | 41,87 km  | A B C D E F G H J K L M N P Q R |
| King             | Arthur Scott e Edward Skinner King - Fisico (1876-1957) e astronomo (1861-1931) statunitensi. Non imparentati tra loro. | 4,96° N    | 120,49° E   | 76,21 km  | J Y                             |
| Kira             | Kira - Nome femminile russo.                                                                                            | 17,71° S   | 132,83° E   | 6,81 km   | nessuno                         |
| Kirch            | Gottfried Kirch - Astronomo tedesco (1639-1710).                                                                        | 39,27° N   | 354,38° E   | 11,71 km  | E F G H K M                     |
| Kircher          | Athanasius Kircher - Filosofo tedesco (1601-1680).                                                                      | 67,01° S   | 314,52° E   | 71,2 km   | A B C D E F                     |
| Kirchhoff        | Gustav Robert Kirchhoff - Fisico tedesco (1824-1887).                                                                   | 30,3° N    | 38,84° E    | 24,38 km  | C E F G                         |
| Kirkwood         | Daniel Kirkwood - Astronomo statunitense (1814-1895).                                                                   | 68,34° N   | 203,34° E   | 68,12 km  | T Y                             |
| Klaproth         | Martin Heinrich Klaproth - Chimico tedesco (1743-1817).                                                                 | 69,85° S   | 333,74° E   | 121,37 km | A B C D G H L                   |
| Klein            | Hermann Joseph Klein - Astronomo tedesco (1844-1914).                                                                   | 11,99° S   | 2,53° E     | 43,47 km  | A B C                           |
| Kleymenov        | Ivan Terentyevič Kleymenov - Scienziato sovietico (1898-1938).                                                          | 32,48° S   | 219,64° E   | 55,98 km  | nessuno                         |
| Klute            | Daniel O'Donnell Klute - Scienziato statunitense (1921-1964).                                                           | 36,93° N   | 218,24° E   | 77,47 km  | M W X                           |
| Knox-Shaw        | Harold Knox-Shaw - Astronomo britannico (1885-1970).                                                                    | 5,36° N    | 80,19° E    | 13,44 km  | nessuno                         |
| Koch             | Robert Koch - Medico tedesco (1843-1910).                                                                               | 42,13° S   | 150,33° E   | 94,7 km   | R U                             |
| Kocher           | Emil Theodor Kocher - Chirurgo svizzero (1841-1917).                                                                    | 84,47° S   | 225,98° E   | 24,03 km  | nessuno                         |
| Kohlschütter     | Arnold Kohlschütter - Astronomo tedesco (1883-1969).                                                                    | 14,24° N   | 153,95° E   | 56,25 km  | N Q V W                         |
| Kolhörster       | Werner Kolhörster - Fisico tedesco (1887-1946).                                                                         | 10,79° N   | 244,99° E   | 78,78 km  | nessuno                         |
| Kolya            | Kolia - Diminutivo del nome maschile russo di origine greca Nicholas. Luogo di allunaggio della sonda Lunochod-1.       | 38,3° N    | 325° E      | 0,1 km    | nessuno                         |
| Komarov          | Vladimir Michajlovič Komarov - Cosmonauta sovietico (1927-1967).                                                        | 24,59° N   | 152,25° E   | 80,43 km  | nessuno                         |
| Kondratyuk       | Yurij V. Kondratyuk - Scienziato sovietico (1897-1942).                                                                 | 15,33° S   | 115,8° E    | 97,97 km  | A Q                             |
| König            | Rudolf König - Astronomo austriaco (1865-1927).                                                                         | 24,23° S   | 335,32° E   | 22,86 km  | A                               |
| Konoplev         | Boris Tihailovič Konoplev - Ingegnere sovietico (1912-1960).                                                            | 28,16° S   | 235,63° E   | 27,67 km  | nessuno                         |
| Konstantinov     | Konstantin Ivanovič Konstantinov - Scienziato russo (1817-1871).                                                        | 19,56° N   | 158,34° E   | 68,08 km  | nessuno                         |
| Kopff            | August Kopff - Astronomo tedesco (1882-1960).                                                                           | 17,39° S   | 270,32° E   | 40,49 km  | (A) B C D E                     |
| Korolev          | Sergej Pavlovič Korolëv - Scienziato sovietico (1906-1966).                                                             | 4,19° S    | 202,59° E   | 423,41 km | B C D E F G L M P T V W X Y Z   |
| Kosberg          | Semyon Ariyevič Kosberg - Ingegnere sovietico (1903-1965).                                                              | 20,19° S   | 149,61° E   | 14,63 km  | nessuno                         |
| Kostinskiy       | Sergey Konstantinovič Kostinskiy - Astronomo sovietico (1867-1936).                                                     | 14,43° N   | 118,85° E   | 67,91 km  | B D E W                         |
| Kostya           | Kostya - Diminutivo del nome maschile russo di origine latina Konstantin. Luogo di allunaggio della sonda Lunochod-1.   | 38,3° N    | 325° E      | 0,2 km    | nessuno                         |
| Kovalevskaya     | Sof'ja Vasil'evna Kovalevskaja - Matematica russa (1850-1891).                                                          | 30,86° N   | 230,56° E   | 113,71 km | D Q                             |
| Koval'skiy       | Marian Albertovič Koval'skiy - Astronomo russo (1821-1884).                                                             | 21,89° S   | 101,03° E   | 44,97 km  | B D H M P Q U Y                 |
| Kozyrev          | Nikolay Alexandrovič Kozyrev - Astronomo sovietico (1908-1983).                                                         | 46,64° S   | 129,59° E   | 59,35 km  | nessuno                         |
| Krafft           | Wolfgang Ludwig Krafft - Astronomo russo-tedesco (1743-1814).                                                           | 16,56° N   | 287,28° E   | 51,15 km  | C D E H K L M U                 |
| Kramarov         | Grigory Moiseevič Kramarov - Scienziato sovietico (1887-1970).                                                          | 2,29° S    | 261,11° E   | 21,05 km  | nessuno                         |
| Kramers          | Hendrik Anthony Kramers - Fisico olandese (1894-1952).                                                                  | 53,28° N   | 232,02° E   | 61,59 km  | C M S U                         |
| Krasnov          | Aleksander V. Krasnov - Astronomo russo (1866-1907).                                                                    | 29,93° S   | 280,18° E   | 41,17 km  | A B C D                         |
| Krasovskiy       | Feodosiy Nikolaevič Krasovskiy - Geodesista sovietico (1878-1948).                                                      | 3,79° N    | 184,37° E   | 61,67 km  | C F H J L N P T Z               |
| Kreiken          | Edberg Adrian Kreiken - Astronomo olandese (1896-1964).                                                                 | 9,05° S    | 84,55° E    | 29,37 km  | nessuno                         |
| Krieger          | Johann Nepomuk Krieger - Selenografo tedesco (1865-1902).                                                               | 29,02° N   | 314,39° E   | 22,87 km  | (B) C (D)                       |
| Krogh            | Schack August Steenberg Krogh - Medico danese (1874-1949).                                                              | 9,41° N    | 65,69° E    | 19,17 km  | nessuno                         |
| Krusenstern      | Adam Johann von Krusenstern - Esploratore russo (1770-1846).                                                            | 26,3° S    | 5,76° E     | 46,44 km  | A                               |
| Krylov           | Alexei Krylov - Ingegnere sovietico (1863-1945).                                                                        | 35,26° N   | 193,89° E   | 49,83 km  | A B                             |
| Kugler           | Franz Xaver Kugler - Storico tedesco (1862-1929).                                                                       | 53,44° S   | 104,1° E    | 65,87 km  | N R U                           |
| Kuhn             | Richard Kuhn - Chimico austriaco (1900-1967).                                                                           | 84,48° S   | 207,52° E   | 16,61 km  | nessuno                         |
| Kuiper           | Gerard Peter Kuiper - Astronomo olandese naturalizzato statunitense (1905-1973).                                        | 9,78° S    | 337,32° E   | 6,28 km   | nessuno                         |
| Kulik            | Leonid Alekseevič Kulik - Mineralogista sovietico (1883-1942).                                                          | 41,98° N   | 205,37° E   | 60,46 km  | J K L                           |
| Kundt            | August Kundt - Fisico tedesco (1839-1894).                                                                              | 11,57° S   | 348,43° E   | 10,31 km  | nessuno                         |
| Kunowsky         | Georg Karl Friedrich Kunowsky - Astronomo tedesco (1786-1846).                                                          | 3,22° N    | 327,47° E   | 18,27 km  | C D G H                         |
| Kuo Shou Ching   | Guo Shoujing - Astronomo cinese (1231-1316).                                                                            | 8,1° N     | 225,34° E   | 33,48 km  | nessuno                         |
| Kurchatov        | Igor' Vasil'evič Kurčatov - Fisico sovietico (1903-1960).                                                               | 38,3° N    | 141,74° E   | 110,96 km | T W X Z                         |